# Kaunan
Cette page contient des caractères spéciaux ou non latins. S’ils s’affichent mal (▯, ?, etc.), consultez la page d’aide Unicode.
Pour les articles homonymes, voir Cen.
Kaunan (ou Kauna, Kaunaz), alternativement Kenaz est la sixième rune du Futhark et de la famille de Fehu / Fraujaz / Freyr. Elle est précédée par Raidō et suivie de Gebō. Elle est nommée Cen en anglo-saxon (« torche », peut-être une référence à la brûlure de l’ulcère) et Kaun en vieux norrois (« ulcère »).
Le Codex Vindobonensis 795 donne un nom de lettre correspondant dans l'alphabet gotique sous la forme chozma, restitué en gotique comme kusma (𐌺). Du fait de ces divergences de noms, la forme originelle en proto-germanique est difficile à reconstruire : elle pourrait avoir été *kaunan (également cité sous la forme *kauna ou *kaunaz), basé sur la forme norroise,  ou *kenaz, basé sur la forme anglaise).
Son tracé provient du c vieil italique, 𐌂, apparenté au latin C. Les tracés de la rune en Futhorc / Futhark récent trouvent plutôt leur origine dans les différentes formes du k en vieil italique (𐌊).

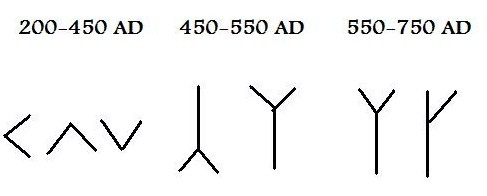
Évolution de la rune dans le vieux Futhark au fil des siècles.

Cette rune notait à l'origine le son [k].

## Poèmes runiques
Les trois poèmes runiques décrivent cette rune :
| Poème runique | Traduction en français |
| --- | --- |
| Vieux norvégien ᚴ Kaun er barna bǫlvan; bǫl gørver nán fǫlvan.                                                    | L’ulcère est fatal aux enfants ; la mort pâlit le corps.                                                                             |
| Vieux norrois ᚴ Kaun er barna böl ok bardaga [för] ok holdfúa hús. flagella konungr.                              | Maladie fatale aux enfants et endroit douloureux et demeure de mortification.                                                        |
| Anglo-saxon ᚳ Cen byþ cwicera gehwam, cuþ on fyre blac ond beorhtlic, byrneþ oftust ðær hi æþelingas inne restaþ. | La torche est, pour chaque vivant, connue pour sa flamme pâle et brillante ; le plus souvent elle brûle là où les princes demeurent. |